# Kargino
Kargino (orosz betűkkel: Каргино, baskír nyelven: Ҡарға) falu Oroszországban, a Baskír Köztársaságban, a Miskinói járásban.

## Népesség
- 2002-ben 540 lakosa volt, akik mindannyian marik.
- 2010-ben 556 lakosa volt.